# Anoxia maculiventris
Anoxia maculiventris är en skalbaggsart som beskrevs av Edmund Reitter 1890. Anoxia maculiventris ingår i släktet Anoxia och familjen Melolonthidae. Inga underarter finns listade i Catalogue of Life.